# Eeuwigh gaat voor oogenblick
Eeuwigh gaat voor oogenblick is een televisieprogramma van de Nederlandse publieke omroeporganisatie RKK waarin priester Antoine Bodar gasten zoals schrijvers, journalisten, politici en theologen ontvangt. De titel van het programma is ontleend aan de laatste regel van het in 1632 geschreven gedicht Kinder-lyck van Joost van den Vondel.

## Achtergrond
De serie begon in het begin van de jaren negentig als KRO-programma. In december 2011 blies de RKK het programma nieuw leven in. Bodar presenteerde het opnieuw en ontving tijdens de eerste drie uitzendingen, die werden uitgezonden rond Kerst, de gasten Paul Witteman, Adriaan van Dis en Hilde Kieboom. De nieuwe reeks kreeg in 2012 een vervolg met twee uitzendingen, uitgezonden met Pasen en Pinksteren, waarin Antoine Bodar Hans Wiegel en Agnes Jongerius ontving. Ook in 2013 en 2014 werden enkele afleveringen opgenomen en uitgezonden. De laatste uitzending is op vrijdag 25 december 2015.
Bodar interviewde zijn gasten in Diemen, Schellingwoude, Amsterdam, Kortenhoef, Ankeveen en Utrecht.

## Gasten
Naast de reeds genoemde gasten Witteman, Van Dis, Kieboom, Wiegel en Jongerius verschenen Dries van Agt, Désanne van Brederode, Andries Knevel, Jan Marijnissen, Herman Van Rompuy, Godfried Danneels en Vonne van der Meer.